# Zian Flemming
Zian Flemming (Amsterdam, 1 augustus 1998) is een Nederlands voetballer die doorgaans als aanvaller speelt.

## Carrière

### Jong Ajax
Flemming speelde in de jeugd van ZSGOWMS, RKSV Pancratius en Ajax. Hij debuteerde op 1 september 2017 in het betaald voetbal. Hij won die dag met Jong Ajax met 0–3 uit bij Jong PSV. Hij speelde de hele wedstrijd en maakte in de 56e minuut zijn eerste doelpunt. Flemming kwam dat jaar tot 25 wedstrijden en werd met Jong Ajax kampioen van de Eerste divisie.

### PEC Zwolle
Flemming tekende op 2 mei 2018 een contract tot medio 2021 bij PEC Zwolle, dat op 1 juli 2018 zou ingaan. Daar kwam hij in het eerste seizoen tot 28 wedstrijden en zes goals. Zijn beste wedstrijd speelde hij in de KNVB Beker tegen De Graafschap, waar hij vier goals scoorde in een 2-5 overwinning. Toch brak hij het eerste seizoen geen potten. Na twee seizoenen werd zijn kans op speeltijd nog kleiner na de komst van een nieuwe spits bij de Zwollenaren. Op 26 augustus transfereerde hij naar Fortuna Sittard. Hij ondertekende een vierjarig contract.

### N.E.C.
Op 2 september 2019 werd hij voor het seizoen 2019/20 verhuurd aan N.E.C. dat uitkomt in de Eerste divisie. Op 13 september maakte hij zijn debuut in de met 2-2 gelijkgespeelde uitwedstrijd tegen FC Den Bosch. Op 27 september maakte hij zijn eerste twee goals voor N.E.C., toen de club 3-3 gelijkspeelde tegen Go Ahead Eagles. Met dertien doelpunten werd hij clubtopscorer bij N.E.C. Medio 2020 keerde hij terug bij PEC Zwolle.

### Fortuna Sittard
Op 27 augustus 2020 werd Flemming voor een bedrag van naar verluidt 200.000 euro overgenomen door Fortuna Sittard. Op 12 september maakte hij tegen FC Twente zijn debuut voor Fortuna. Op 26 september maakte hij zijn eerste twee doelpunten in een 3-3 gelijkspel met AZ. In zijn eerste seizoen kwam Flemming tot vijftien goals en zeven assists. Het seizoen erop ging het met Fortuna Sittard een stuk minder goed, het streed het hele seizoen tegen degradatie. In de laatste zes wedstrijden was hij goed voor zes goals, waaronder de enige in de laatste speelronde tegen N.E.C. (1-0), waardoor hij Fortuna eigenhandig behoedde voor degradatie.

### Millwall FC
In juni 2022 tekende hij een meerjarig contract bij de Engelse club Millwall FC. Op 30 juli maakte hij zijn debuut tegen Stoke City. Op 17 september scoorde hij tegen Blackpool zijn eerste goal voor Millwall. Op 12 november scoorde Flemming een hattrick tegen Preston North End (2-4). Hij scoorde vijftien goals in 43 competitiewedstrijden dat seizoen, maar kwam net te kort voor deelname aan de play-offs om promotie. 

## Clubstatistieken
| Seizoen        | Club            | Competitie     | Competitie | Competitie | Beker | Beker | Overig | Overig | Totaal | Totaal |
| Seizoen        | Club            | Competitie     | Wed.       | Dlp.       | Wed.  | Dlp.  | Wed.   | Dlp.   | Wed.   | Dlp.   |
| -------------- | --------------- | -------------- | ---------- | ---------- | ----- | ----- | ------ | ------ | ------ | ------ |
| 2017/18        | Jong Ajax       | Eerste divisie | 25         | 6          | 0     | 0     | –      | –      | 25     | 6      |
| 2018/19        | PEC Zwolle      | Eredivisie     | 25         | 2          | 3     | 4     | –      | –      | 28     | 6      |
| 2019/20        | PEC Zwolle      | Eredivisie     | 4          | 0          | –     | –     | –      | –      | 4      | 0      |
| 2019/20        | → N.E.C.        | Eerste divisie | 23         | 13         | 1     | 0     | –      | –      | 24     | 13     |
| 2020/21        | Fortuna Sittard | Eredivisie     | 33         | 12         | 2     | 3     | –      | –      | 35     | 15     |
| 2021/22        | Fortuna Sittard | Eredivisie     | 28         | 12         | 0     | 0     | –      | –      | 28     | 12     |
| 2022/23        | Millwall        | Championship   | 43         | 15         | 1     | 0     | –      | –      | 44     | 15     |
| 2023/24        | Millwall        | Championship   | 46         | 7          | 2     | 1     | –      | –      | 48     | 8      |
| 2024/25        | → Burnley FC    | Championship   | 35         | 12         | 2     | 2     | –      | –      | 37     | 14     |
| Carrièretotaal | Carrièretotaal  | Carrièretotaal | 262        | 79         | 11    | 10    | 0      | 0      | 273    | 89     |

Bijgewerkt op 29 juni 2025.

## Erelijst
Met  Jong Ajax
| Competitie     | Aantal | Jaren   |
| -------------- | ------ | ------- |
| Eerste divisie | 1x     | 2017/18 |